# Campeonato de Fórmula 2 de 2019
O Campeonato de Fórmula 2 de 2019 foi a terceira temporada do Campeonato de Fórmula 2 da FIA, um campeonato de automobilismo para automóveis de Fórmula 2 que é sancionado pela Federação Internacional de Automobilismo (FIA). É uma categoria de monopostos que serve como o segundo nível de corridas de fórmulas no FIA Global Pathway. A categoria foi disputada em apoio ao Campeonato Mundial de Fórmula 1 de 2019, com cada rodada ocorrendo em conjunto com um Grande Prêmio.
O piloto da ART Grand Prix, Nyck de Vries, venceu o Campeonato de Pilotos após a vitória na corrida longa de Sóchi. No Campeonato de Equipes, a DAMS conquistou seu primeiro título de equipe da categoria após a vitória na corrida longa de Abu Dhabi.
A temporada foi marcada pela morte do piloto francês Anthoine Hubert durante a etapa de Spa-Francorchamps em 31 de agosto de 2019, quando ele sofreu um grave acidente.

## Pilotos e equipes
| Campeão        | Vice-campeão    | Terceiro lugar      |
| -------------- | --------------- | ------------------- |
|                |                 |                     |
| Nyck de Vries  | Nicholas Latifi | Luca Ghiotto        |
| ART Grand Prix | DAMS            | UNI-Virtuosi Racing |

Os seguintes pilotos e equipes competiram no Campeonato de Fórmula 2 da FIA de 2019. Como o campeonato é uma categoria de monotipos, todos os concorrentes competiram com um chassi Dallara F2 2018 idêntico, equipado com um motor turbo V6 desenvolvido pela Mecachrome. As equipes competiram com pneus fornecidos pela Pirelli.
| Equipe                        | N.º | Pilotos              | Rodadas      |
| ----------------------------- | --- | -------------------- | ------------ |
| Carlin                        | 1   | Louis Delétraz       | Todas        |
| Carlin                        | 2   | Nobuharu Matsushita  | Todas        |
| ART Grand Prix                | 3   | Nikita Mazepin       | Todas        |
| ART Grand Prix                | 4   | Nyck de Vries        | Todas        |
| DAMS                          | 5   | Sérgio Sette Câmara  | Todas        |
| DAMS                          | 6   | Nicholas Latifi      | Todas        |
| UNI-Virtuosi Racing           | 7   | Guanyu Zhou          | Todas        |
| UNI-Virtuosi Racing           | 8   | Luca Ghiotto         | Todas        |
| Prema Racing                  | 9   | Mick Schumacher      | Todas        |
| Prema Racing                  | 10  | Sean Gelael          | Todas        |
| Sauber Junior Team by Charouz | 11  | Callum Ilott         | Todas        |
| Sauber Junior Team by Charouz | 12  | Juan Manuel Correa   | 1–9          |
| Sauber Junior Team by Charouz | 12  | Matevos Isaakyan     | 11–12        |
| Campos Racing                 | 14  | Dorian Boccolacci    | 1–5          |
| Campos Racing                 | 14  | Arjun Maini          | 6–8          |
| Campos Racing                 | 14  | Marino Sato          | 9–12         |
| Campos Racing                 | 15  | Jack Aitken          | Todas        |
| MP Motorsport                 | 16  | Jordan King          | 1–3, 5–12    |
| MP Motorsport                 | 16  | Artem Markelov       | 4            |
| MP Motorsport                 | 17  | Mahaveer Raghunathan | 1–5, 7–12    |
| MP Motorsport                 | 17  | Patricio O'Ward      | 6            |
| BWT Arden                     | 18  | Tatiana Calderón     | Todas        |
| BWT Arden                     | 19  | Anthoine Hubert      | 1–9          |
| BWT Arden                     | 22  | Artem Markelov       | 11–12        |
| Trident                       | 20  | Giuliano Alesi       | Todas        |
| Trident                       | 21  | Ralph Boschung       | 1–5, 8–9, 11 |
| Trident                       | 21  | Ryan Tveter          | 6            |
| Trident                       | 21  | Dorian Boccolacci    | 7            |
| Trident                       | 21  | Christian Lundgaard  | 12           |
| Fontes:                       |     |                      |              |

### Mudanças nas equipes
- A Fortec Motorsports recebeu uma entrada para competir na Fórmula 2 em 2018, mas depois recebeu permissão para adiar sua entrada para 2019.[36][37] No entanto, a equipe foi posteriormente omitida da lista de inscritos para o campeonato de 2019.[34]
- A Russian Time deixou o campeonato após seis anos competindo na Fórmula 2 e na categoria antecessora, a GP2 Series. Sua entrada e ativos foram vendidos para a Virtuosi Racing, que havia operado a equipe. A nova equipe compete sob o nome "UNI-Virtuosi Racing".[35][38]
- A Charouz Racing System formou uma parceria com a Sauber Motorsport, que atualmente dirige a equipe da Alfa Romeo na Fórmula 1.[34] A parceria Sauber-Charouz não é afiliada à equipe da Alfa Romeo na Fórmula 1.
- A Arden International firmou uma parceria com a HWA Racelab, equipe afiliada à Mercedes.[39]

## Calendário
As seguintes doze etapas foram realizadas como parte do Campeonato de Fórmula 2 da FIA de 2019. Cada rodada consistia em duas corridas: uma corrida longa, que percorria 170 km e incluía uma parada obrigatória nos boxes; e uma corrida curta, que percorria mais de 120 km e não requeria nenhuma parada nos boxes. O calendário de 2019 não mudou em relação ao de 2018.
| Etapa  | Circuito                                  | Corrida longa  | Corrida curta  |
| ------ | ----------------------------------------- | -------------- | -------------- |
| 1      | Circuito Internacional do Barém, Sakhir   | 30 de março    | 31 de março    |
| 2      | Circuito Urbano de Bacu, Bacu             | 27 de abril    | 28 de abril    |
| 3      | Circuito de Barcelona-Catalunha, Montmeló | 11 de maio     | 12 de maio     |
| 4      | Circuito de Mônaco, Monte Carlo           | 24 de maio     | 25 de maio     |
| 5      | Circuito Paul Ricard, Le Castellet        | 22 de junho    | 23 de junho    |
| 6      | Red Bull Ring, Spielberg                  | 29 de junho    | 30 de junho    |
| 7      | Circuito de Silverstone, Silverstone      | 13 de julho    | 14 de julho    |
| 8      | Hungaroring, Mogyoród                     | 3 de agosto    | 4 de agosto    |
| 9      | Circuito de Spa-Francorchamps, Stavelot   | 31 de agosto   | 1 de setembro  |
| 10     | Autódromo Nacional de Monza, Monza        | 7 de setembro  | 8 de setembro  |
| 11     | Autódromo de Sóchi, Sóchi                 | 28 de setembro | 29 de setembro |
| 12     | Circuito de Yas Marina, Abu Dhabi         | 30 de novembro | 1 de dezembro  |
| Fonte: |                                           |                |                |

## Resultados e classificações

### Resumo da temporada
| Etapa | Etapa | Circuito                        | Pole position       | Volta mais rápida                               | Piloto vencedor                                 | Equipe vencedora                                | Detalhes |
| ----- | ----- | ------------------------------- | ------------------- | ----------------------------------------------- | ----------------------------------------------- | ----------------------------------------------- | -------- |
| 1     | L     | Circuito Internacional do Barém | Luca Ghiotto        | Guanyu Zhou                                     | Nicholas Latifi                                 | DAMS                                            | Detalhes |
| 1     | C     | Circuito Internacional do Barém |                     | Nyck de Vries                                   | Luca Ghiotto                                    | UNI-Virtuosi Racing                             | Detalhes |
| 2     | L     | Circuito Urbano de Bacu         | Nobuharu Matsushita | Jack Aitken                                     | Jack Aitken                                     | Campos Racing                                   | Detalhes |
| 2     | C     | Circuito Urbano de Bacu         |                     | Sérgio Sette Câmara                             | Nicholas Latifi                                 | DAMS                                            | Detalhes |
| 3     | L     | Circuito de Barcelona-Catalunha | Luca Ghiotto        | Jordan King                                     | Nicholas Latifi                                 | DAMS                                            | Detalhes |
| 3     | C     | Circuito de Barcelona-Catalunha |                     | Nicholas Latifi                                 | Nyck de Vries                                   | ART Grand Prix                                  | Detalhes |
| 4     | L     | Circuito de Mônaco              | Nyck de Vries       | Nobuharu Matsushita                             | Nyck de Vries                                   | ART Grand Prix                                  | Detalhes |
| 4     | C     | Circuito de Mônaco              |                     | Nicholas Latifi                                 | Anthoine Hubert                                 | BWT Arden                                       | Detalhes |
| 5     | L     | Circuito Paul Ricard            | Sérgio Sette Câmara | Nyck de Vries                                   | Nyck de Vries                                   | ART Grand Prix                                  | Detalhes |
| 5     | C     | Circuito Paul Ricard            |                     | Nobuharu Matsushita                             | Anthoine Hubert                                 | BWT Arden                                       | Detalhes |
| 6     | L     | Red Bull Ring                   | Nyck de Vries       | Sérgio Sette Câmara                             | Nobuharu Matsushita                             | Carlin                                          | Detalhes |
| 6     | C     | Red Bull Ring                   |                     | Nyck de Vries                                   | Sérgio Sette Câmara                             | DAMS                                            | Detalhes |
| 7     | L     | Circuito de Silverstone         | Guanyu Zhou         | Sérgio Sette Câmara                             | Luca Ghiotto                                    | UNI-Virtuosi Racing                             | Detalhes |
| 7     | C     | Circuito de Silverstone         |                     | Jack Aitken                                     | Jack Aitken                                     | Campos Racing                                   | Detalhes |
| 8     | L     | Hungaroring                     | Nyck de Vries       | Jordan King                                     | Nicholas Latifi                                 | DAMS                                            | Detalhes |
| 8     | C     | Hungaroring                     |                     | Nobuharu Matsushita                             | Mick Schumacher                                 | Prema Racing                                    | Detalhes |
| 9     | L     | Circuito de Spa-Francorchamps   | Nyck de Vries       | Corrida interrompida e posteriormente cancelada | Corrida interrompida e posteriormente cancelada | Corrida interrompida e posteriormente cancelada | Detalhes |
| 9     | C     | Circuito de Spa-Francorchamps   |                     | Corrida cancelada                               | Corrida cancelada                               | Corrida cancelada                               | Detalhes |
| 10    | L     | Autódromo Nacional de Monza     | Callum Ilott        | Luca Ghiotto                                    | Nobuharu Matsushita                             | Carlin                                          | Detalhes |
| 10    | C     | Autódromo Nacional de Monza     |                     | Mick Schumacher                                 | Jack Aitken                                     | Campos Racing                                   | Detalhes |
| 11    | L     | Autódromo de Sóchi              | Nyck de Vries       | Luca Ghiotto                                    | Nyck de Vries                                   | ART Grand Prix                                  | Detalhes |
| 11    | C     | Autódromo de Sóchi              |                     | Nicholas Latifi                                 | Luca Ghiotto                                    | UNI-Virtuosi Racing                             | Detalhes |
| 12    | L     | Circuito de Yas Marina          | Sérgio Sette Câmara | Guanyu Zhou                                     | Sérgio Sette Câmara                             | DAMS                                            | Detalhes |
| 12    | C     | Circuito de Yas Marina          |                     | Nicholas Latifi                                 | Luca Ghiotto                                    | UNI-Virtuosi Racing                             | Detalhes |

### Sistema de pontuação
Os pontos eram atribuídos aos dez melhores classificados na corrida longa, e aos oito melhores classificados na corrida curta. O pole position na corrida longa também recebia quatro pontos, e dois pontos eram concedidos ao piloto que fazia a volta mais rápida dentro dos dez melhores classificados nas corridas longa e curta. Nenhum ponto extra era concedido ao pole position na corrida curta, pois o grid de largada para a corrida curta era baseado nos resultados da corrida longa com os oito melhores pilotos, tendo suas posições invertidas.
Pontos da corrida longa
| Posição | 1º | 2º | 3º | 4º | 5º | 6º | 7º | 8º | 9º | 10º | Pole | VMR |
| Pontos  | 25 | 18 | 15 | 12 | 10 | 8  | 6  | 4  | 2  | 1   | 4    | 2   |

Pontos da corrida curta
Os pontos eram atribuídos aos oito melhores classificados.
| Posição | 1º | 2º | 3º | 4º | 5º | 6º | 7º | 8º | VMR |
| Pontos  | 15 | 12 | 10 | 8  | 6  | 4  | 2  | 1  | 2   |

### Campeonato de Pilotos
| Pos. | Piloto               | BAR | BAR | BAC | BAC | CAT | CAT | MON | MON | LEC | LEC | RBR | RBR | SIL | SIL | HUN | HUN | SPA | SPA | MNZ | MNZ | SOC | SOC | YAS | YAS | Pontos |
| ---- | -------------------- | --- | --- | --- | --- | --- | --- | --- | --- | --- | --- | --- | --- | --- | --- | --- | --- | --- | --- | --- | --- | --- | --- | --- | --- | ------ |
| 1    | Nyck de Vries        | 6   | 7   | 2   | 4   | 5   | 1   | 1   | 7   | 1   | 10  | 3   | 3   | 6   | 3   | 2   | 6   | C   | C   | 3   | 3   | 1   | 2   | 13  | 13  | 266    |
| 2    | Nicholas Latifi      | 1   | 3   | 4   | 1   | 1   | 6   | 12  | 10  | 5   | 6   | 9   | 6   | 2   | 5   | 1   | 7   | C   | C   | 13  | 10  | 2   | 4   | 7   | 2   | 214    |
| 3    | Luca Ghiotto         | 2   | 1   | 9   | Ret | 4   | 2   | DSQ | Ret | Ret | 12  | 2   | 2   | 1   | 15  | 4   | 8   | C   | C   | 2   | 15  | 4   | 1   | 6   | 1   | 207    |
| 4    | Sérgio Sette Câmara  | 3   | 2   | Ret | 6   | NC  | 17  | 3   | 6   | 2   | 5   | 5   | 1   | 4   | 17  | 5   | 3   | C   | C   | 5   | Ret | 5   | 6   | 1   | 3   | 204    |
| 5    | Jack Aitken          | 7   | 11  | 1   | 3   | 2   | 8   | 17† | 13  | 3   | 4   | 10  | 18  | 5   | 1   | 3   | 5   | C   | C   | 8   | 1   | 7   | 11  | 11  | 10  | 159    |
| 6    | Nobuharu Matsushita  | 9   | 12  | 13  | 12  | 11  | Ret | 2   | 9   | 9   | 9   | 1   | 5   | 9   | 7   | 7   | 2   | C   | C   | 1   | 5   | 6   | Ret | 2   | 7   | 144    |
| 7    | Guanyu Zhou          | 10  | 4   | Ret | 10  | 3   | 4   | 5   | 3   | 4   | 3   | 6   | 8   | 3   | 8   | 9   | 9   | C   | C   | Ret | 4   | 10  | 5   | 3   | 8   | 140    |
| 8    | Louis Delétraz       | 5   | 5   | Ret | Ret | 12  | 11  | 7   | 2   | NC  | 7   | 7   | Ret | 7   | 2   | Ret | 13  | C   | C   | Ret | 8   | 3   | 14  | 4   | 6   | 92     |
| 9    | Jordan King          | 17  | 8   | 3   | Ret | 7   | 7   |     |     | 6   | 11  | 8   | 7   | 10  | 9   | 6   | 4   | C   | C   | 6   | 2   | 12  | 9   | 12  | 9   | 79     |
| 10   | Anthoine Hubert      | 4   | 9   | 10  | 11  | 6   | 5   | 8   | 1   | 8   | 1   | 4   | 17  | 18  | 11  | 11  | 11  | C   | C   |     |     |     |     |     |     | 77     |
| 11   | Callum Ilott         | 14  | 16  | Ret | 9   | 8   | 3   | DNS | 14  | Ret | 8   | 14  | 9   | 8   | 4   | 10  | 10  | C   | C   | 4   | 12  | 9   | 3   | 5   | 4   | 74     |
| 12   | Mick Schumacher      | 8   | 6   | Ret | 5   | 15  | 12  | 13  | 11  | Ret | Ret | 18  | 4   | 11  | 6   | 8   | 1   | C   | C   | NC  | 6   | Ret | Ret | 9   | 11  | 53     |
| 13   | Juan Manuel Correa   | 16  | 18  | 7   | 2   | Ret | 15  | 16† | 12  | 7   | 2   | 11  | 10  | 12  | 10  | 14  | 14  | C   | C   |     |     |     |     |     |     | 36     |
| 14   | Dorian Boccolacci    | 15  | 17  | 5   | 7   | 14  | 18  | 4   | 5   | Ret | 13  |     |     | Ret | 14  |     |     |     |     |     |     |     |     |     |     | 30     |
| 15   | Giuliano Alesi       | 12  | DSQ | Ret | Ret | Ret | 16  | 11  | Ret | 10  | 14  | 13  | Ret | 17  | Ret | 13  | 12  | C   | C   | 7   | 7   | 13  | 8   | 8   | 5   | 20     |
| 16   | Artem Markelov       |     |     |     |     |     |     | 6   | 4   |     |     |     |     |     |     |     |     |     |     |     |     | Ret | 10  | Ret | Ret | 16     |
| 17   | Sean Gelael          | Ret | 10  | 6   | 8   | 9   | 9   | Ret | 15  | Ret | 17  | 16  | 12  | WD  | WD  | 15  | 17  | C   | C   | 9   | Ret | 11  | 7   | 17  | Ret | 15     |
| 18   | Nikita Mazepin       | 19  | 13  | 8   | Ret | 17  | 14  | 10  | 8   | Ret | 16  | 12  | 11  | 16† | 12  | 12  | 15  | C   | C   | 11  | 9   | 8   | Ret | 10  | 17† | 11     |
| 19   | Ralph Boschung       | 11  | 14  | 12  | Ret | 10  | 10  | 9   | Ret | Ret | 15  |     |     |     |     | 18† | 18  | C   | C   |     |     | 14  | 12  |     |     | 3      |
| 20   | Mahaveer Raghunathan | 18  | 19  | 11  | 13  | 16  | 19  | 15  | Ret | 12  | 18  |     |     | 15  | 18  | 17  | 19  | C   | C   | 10  | 13  | 17  | 17  | Ret | 15  | 1      |
| 21   | Marino Sato          |     |     |     |     |     |     |     |     |     |     |     |     |     |     |     |     | C   | C   | 12  | 11  | 16  | 15  | 18  | 16  | 0      |
| 22   | Tatiana Calderón     | 13  | 15  | Ret | Ret | 13  | 13  | 14  | Ret | 11  | 19† | 17  | 13  | 14  | 16  | 16  | Ret | C   | C   | Ret | 14  | 15  | 16  | 16  | 14  | 0      |
| 23   | Christian Lundgaard  |     |     |     |     |     |     |     |     |     |     |     |     |     |     |     |     |     |     |     |     |     |     | 14  | 12  | 0      |
| 24   | Arjun Maini          |     |     |     |     |     |     |     |     |     |     | DSQ | 15  | 13  | 13  | Ret | 16  |     |     |     |     |     |     |     |     | 0      |
| 25   | Matevos Isaakyan     |     |     |     |     |     |     |     |     |     |     |     |     |     |     |     |     |     |     |     |     | 18  | 13  | 15  | Ret | 0      |
| 26   | Patricio O'Ward      |     |     |     |     |     |     |     |     |     |     | 19  | 14  |     |     |     |     |     |     |     |     |     |     |     |     | 0      |
| 27   | Ryan Tveter          |     |     |     |     |     |     |     |     |     |     | 15  | 16  |     |     |     |     |     |     |     |     |     |     |     |     | 0      |
| Pos. | Piloto               | BAR | BAR | BAC | BAC | CAT | CAT | MON | MON | LEC | LEC | RBR | RBR | SIL | SIL | HUN | HUN | SPA | SPA | MNZ | MNZ | SOC | SOC | YAS | YAS | Pontos |

| Cor        | Resultado             |
| ---------- | --------------------- |
| Ouro       | Vencedor              |
| Prata      | 2.º lugar             |
| Bronze     | 3.º lugar             |
| Verde      | Terminou, nos pontos  |
| Azul       | Terminou, sem pontos  |
| Púrpura    | Ret – Retirou-se      |
| Vermelho   | NQ – Não qualificado  |
| Preto      | DSQ – Desqualificado  |
| Branco     | NL – Não largou       |
| Branco     | C – Corrida cancelada |
| Azul claro | AT – Apenas Treino    |
| Sem cor    | NP – Não participou   |
| Sem cor    | Les – Lesionado       |
| Sem cor    | EX – Excluído         |

Notas:
- † – Pilotos que não terminaram a corrida mas foram classificados pois completaram 90% da corrida.

### Campeonato de Equipes
| Pos. | Equipe                        | N.º | BAR | BAR | BAC | BAC | CAT | CAT | MON | MON | LEC | LEC | RBR | RBR | SIL | SIL | HUN | HUN | SPA | SPA | MNZ | MNZ | SOC | SOC | YAS | YAS | Pontos |
| ---- | ----------------------------- | --- | --- | --- | --- | --- | --- | --- | --- | --- | --- | --- | --- | --- | --- | --- | --- | --- | --- | --- | --- | --- | --- | --- | --- | --- | ------ |
| 1    | DAMS                          | 5   | 3   | 2   | Ret | 6   | NC  | 17  | 3   | 6   | 2   | 5   | 5   | 1   | 4   | 17  | 5   | 3   | C   | C   | 5   | Ret | 5   | 6   | 1   | 3   | 418    |
| 1    | DAMS                          | 6   | 1   | 3   | 4   | 1   | 1   | 6   | 12  | 10  | 5   | 6   | 9   | 6   | 2   | 5   | 1   | 7   | C   | C   | 13  | 10  | 2   | 4   | 7   | 2   | 418    |
| 2    | UNI-Virtuosi Racing           | 7   | 10  | 4   | Ret | 10  | 3   | 4   | 5   | 3   | 4   | 3   | 6   | 8   | 3   | 8   | 9   | 9   | C   | C   | Ret | 4   | 10  | 5   | 3   | 8   | 347    |
| 2    | UNI-Virtuosi Racing           | 8   | 2   | 1   | 9   | Ret | 4   | 2   | DSQ | Ret | Ret | 12  | 2   | 2   | 1   | 15  | 4   | 8   | C   | C   | 2   | 15  | 4   | 1   | 6   | 1   | 347    |
| 3    | ART Grand Prix                | 3   | 19  | 13  | 8   | Ret | 17  | 14  | 10  | 8   | Ret | 16  | 12  | 11  | 16† | 12  | 12  | 15  | C   | C   | 11  | 9   | 8   | Ret | 10  | 17† | 277    |
| 3    | ART Grand Prix                | 4   | 6   | 7   | 2   | 4   | 5   | 1   | 1   | 7   | 1   | 10  | 3   | 3   | 6   | 3   | 2   | 6   | C   | C   | 3   | 3   | 1   | 2   | 13  | 13  | 277    |
| 4    | Carlin                        | 1   | 5   | 5   | Ret | Ret | 12  | 11  | 7   | 2   | NC  | 7   | 7   | Ret | 7   | 2   | Ret | 13  | C   | C   | Ret | 8   | 3   | 14  | 2   | 7   | 236    |
| 4    | Carlin                        | 2   | 9   | 12  | 13  | 12  | 11  | Ret | 2   | 9   | 9   | 9   | 1   | 5   | 9   | 7   | 7   | 2   | C   | C   | 1   | 5   | 6   | Ret | 4   | 6   | 236    |
| 5    | Campos Racing                 | 14  | 15  | 17  | 5   | 7   | 14  | 18  | 4   | 5   | Ret | 13  | DSQ | 15  | 13  | 13  | Ret | 16  | C   | C   | 12  | 11  | 16  | 15  | 18  | 16  | 189    |
| 5    | Campos Racing                 | 15  | 7   | 11  | 1   | 3   | 2   | 8   | 17† | 13  | 3   | 4   | 10  | 18  | 5   | 1   | 3   | 5   | C   | C   | 8   | 1   | 7   | 11  | 11  | 10  | 189    |
| 6    | Sauber Junior Team by Charouz | 11  | 14  | 16  | Ret | 9   | 8   | 3   | DNS | 14  | Ret | 8   | 14  | 9   | 8   | 4   | 10  | 10  | C   | C   | 4   | 12  | 9   | 3   | 5   | 4   | 110    |
| 6    | Sauber Junior Team by Charouz | 12  | 16  | 18  | 7   | 2   | Ret | 15  | 16† | 12  | 7   | 2   | 11  | 10  | 12  | 10  | 14  | 14  | C   | C   |     |     | 18  | 13  | 15  | Ret | 110    |
| 7    | MP Motorsport                 | 16  | 17  | 8   | 3   | Ret | 7   | 7   | 6   | 4   | 6   | 11  | 8   | 7   | 10  | 9   | 6   | 4   | C   | C   | 6   | 2   | 12  | 9   | 12  | 9   | 96     |
| 7    | MP Motorsport                 | 17  | 18  | 19  | 11  | 13  | 16  | 19  | 15  | Ret | 12  | 18  | 19  | 14  | 15  | 18  | 17  | 19  | C   | C   | 10  | 13  | 17  | 17  | Ret | 15  | 96     |
| 8    | BWT Arden                     | 18  | 13  | 15  | Ret | Ret | 13  | 13  | 14  | Ret | 11  | 19† | 17  | 13  | 14  | 16  | 16  | Ret | C   | C   | Ret | 14  | 15  | 16  | 16  | 14  | 77     |
| 8    | BWT Arden                     | 19  | 4   | 9   | 10  | 11  | 6   | 5   | 8   | 1   | 8   | 1   | 4   | 17  | 18  | 11  | 11  | 11  | C   | C   |     |     |     |     |     |     | 77     |
| 8    | BWT Arden                     | 22  |     |     |     |     |     |     |     |     |     |     |     |     |     |     |     |     |     |     |     |     | Ret | 10  | Ret | Ret | 77     |
| 9    | Prema Racing                  | 9   | 8   | 6   | Ret | 5   | 15  | 12  | 13  | 11  | Ret | Ret | 18  | 4   | 11  | 6   | 8   | 1   | C   | C   | NC  | 6   | Ret | Ret | 9   | 11  | 68     |
| 9    | Prema Racing                  | 10  | Ret | 10  | 6   | 8   | 9   | 9   | Ret | 15  | Ret | 17  | 16  | 12  | WD  | WD  | 15  | 17  | C   | C   | 9   | Ret | 11  | 7   | 17  | Ret | 68     |
| 10   | Trident                       | 20  | 12  | DSQ | Ret | Ret | Ret | 16  | 11  | Ret | 10  | 14  | 13  | Ret | 17  | Ret | 13  | 12  | C   | C   | 7   | 7   | 13  | 8   | 8   | 5   | 23     |
| 10   | Trident                       | 21  | 11  | 14  | 12  | Ret | 10  | 10  | 9   | Ret | Ret | 15  | 15  | 16  | Ret | 14  | 18† | 18  | C   | C   |     |     | 14  | 12  | 14  | 12  | 23     |
| Pos. | Equipe                        | N.º | BAR | BAR | BAC | BAC | CAT | CAT | MON | MON | LEC | LEC | RBR | RBR | SIL | SIL | HUN | HUN | SPA | SPA | MNZ | MNZ | SOC | SOC | YAS | YAS | Pontos |

| Cor        | Resultado             |
| ---------- | --------------------- |
| Ouro       | Vencedor              |
| Prata      | 2.º lugar             |
| Bronze     | 3.º lugar             |
| Verde      | Terminou, nos pontos  |
| Azul       | Terminou, sem pontos  |
| Púrpura    | Ret – Retirou-se      |
| Vermelho   | NQ – Não qualificado  |
| Preto      | DSQ – Desqualificado  |
| Branco     | NL – Não largou       |
| Branco     | C – Corrida cancelada |
| Azul claro | AT – Apenas Treino    |
| Sem cor    | NP – Não participou   |
| Sem cor    | Les – Lesionado       |
| Sem cor    | EX – Excluído         |

Notas:
- † – Pilotos que não terminaram a corrida mas foram classificados pois completaram 90% da corrida.